# Medicago suffruticosa
Medicago suffruticosa är en ärtväxtart som beskrevs av Dc. Medicago suffruticosa ingår i släktet luserner, och familjen ärtväxter.

## Underarter
Arten delas in i följande underarter:
- M. s. leiocarpa
- M. s. suffruticosa

## Bildgalleri

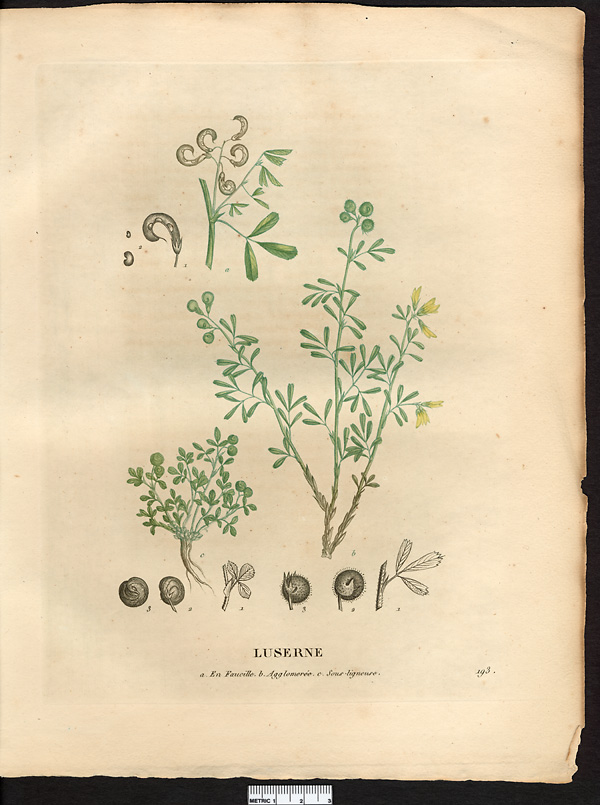
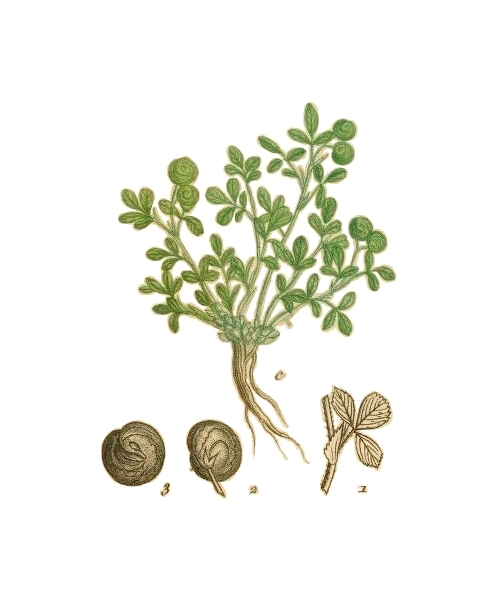
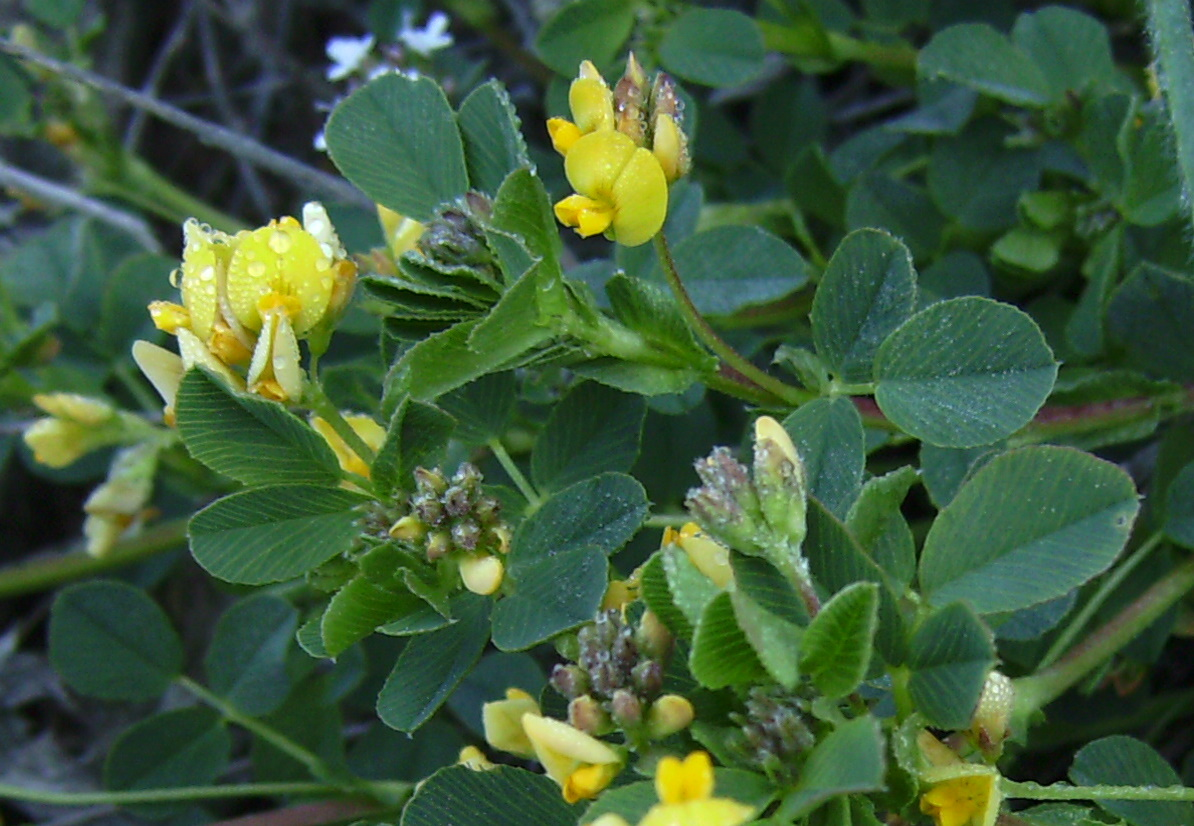
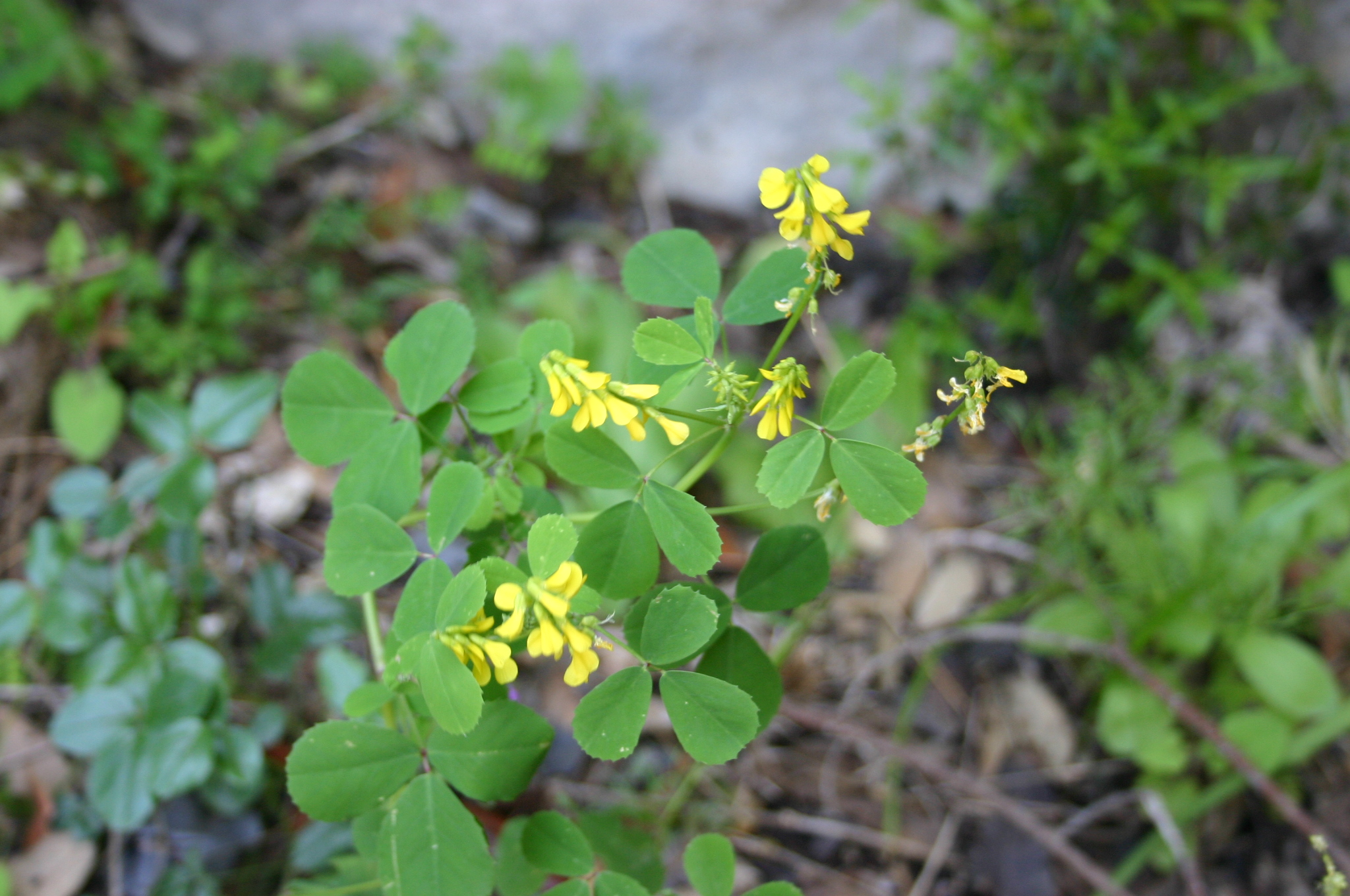